# АЭС THTR-300
Атомная электростанция THTR-300 (нем. Kernkraftwerk THTR-300) закрытая атомная электростанция расположена в Германии, в районе Хамм-Юнтроп города Хамм, Северный Рейн-Вестфалия. АЭС имела мощность около 300 М Вт. Сокращение THTR происходит от «высокотемпературный ториевый реактор» (нем. Thorium-Hoch-Temperatur-Reaktor). Реактор охлаждался гелием. АЭС THTR-300 была построена в качестве прототипа для коммерческого использования высокотемпературных реакторов (HTR), после того как на Исследовательском реакторе Юлих был испытан принцип действия высокотемпературного реактора с гранулированным топливом.

## Градирня воздушного охлаждения
АЭС THTR-300 имела крупнейшую градирню воздушного охлаждения в мире. 10 сентября 1991 года градирня была снесена подрывом. План сохранить градирню в качестве памятника техники не осуществился из-за экономических соображений.
| Технические данные              |                                |
| ------------------------------- | ------------------------------ |
| Тип                             | Градирня воздушного охлаждения |
| Диаметр основания               | 141 м                          |
| Верхняя грань сетчатой оболочки | 147 м                          |
| Высота проема входа воздуха     | 19 м                           |
| Высота мачты                    | 181 м                          |
| Диаметр мачты                   | 7 м                            |
| Количество воды                 | 31.720 м³/час                  |
| Температура теплой воды         | 38,4 °C                        |
| Температура холодной воды       | 26,5 °C                        |

## Данные энергоблока
АЭС имеет один энергоблок:
| Энергоблок | Тип реактора                         | Нетто- мощность | Брутто- мощность | Начало строительства | Синхронизация с электросетью | Коммерческая эксплуатация | Закрытие   |
| ---------- | ------------------------------------ | --------------- | ---------------- | -------------------- | ---------------------------- | ------------------------- | ---------- |
| THTR-300   | Высокотемпературный ториевый реактор | 296 MВт         | 308 MВт          | 01.05.1971           | 16.11.1985                   | 01.06.1987                | 20.04.1988 |

| Технические данные                                   | THTR-300              |
| ---------------------------------------------------- | --------------------- |
| тепловая мощность                                    | 759,5 MВт             |
| электрическая мощность                               | 307,5 MВт             |
| коэффициент полезного действия (КПД)                 | 40,49%                |
| среднее удельное энерговыделение                     | 6 MВт/м³              |
| высота / диаметр активной зоны реактора              | 6 м / 5,6 м           |
| ядерное топливо                                      | 233U                  |
| масса ядерного топлива                               | 344 кг                |
| диаметр корпуса реактора под давлением               | 25,5 м                |
| ядерное топливо, способное к воспроизведению         | Th-232                |
| масса ядерного топлива, способного к воспроизведению | 6400 кг               |
| доля ядерного топлива среди других тяжелых металлов  | 5,4 %                 |
| материал абсорбера                                   | B4C                   |
| охладитель                                           | He                    |
| температура на входе                                 | 250 °C                |
| температура на выходе                                | 750 °C                |
| давление                                             | 39,2 бар (3,92 МПа)   |
| рабочий агент                                        | H2O                   |
| температура питательной воды                         | 180 °C                |
| температура свежего пара                             | 530 °C                |
| давление свежего пара                                | 177,5 бар (17,75 МПа) |

## Проблемы и проишествия

### Выброс радиоактивных аэрозолей 4 мая 1986 года сразу после чернобыльской аварии.
Событие, о котором следует сообщить, связанное с выбросом радиоактивности 4 мая 1986 года  произошло вскоре после того, как радиоактивные осадки в результате чернобыльской аварии упали на Хамм. Выбросы от THTR изначально не были замечены.